# Munich
Munich – miasto w Stanach Zjednoczonych, w stanie Dakota Północna, w hrabstwie Cavalier.